# 柔软剪股颖
柔软剪股颖（学名：Agrostis flaccida）为禾本科剪股颖属下的一个种。